# カナヘイ
カナヘイ（1985年8月7日 - ）は、日本のイラストレーター、漫画家。愛媛県宇和島市吉田町出身。血液型O型。愛媛県立松山南高等学校砥部分校デザイン科卒業。

## 概要
自作待受画像の配信から全国の女子中高生の間で話題となり、2003年に現役女子高校生イラストレーターとして『seventeen』（集英社）にてプロデビュー。
作品は主にデジタルで制作しており、イラスト・漫画を中心に、モバイルコンテンツやキャラクターデザイン等の分野で活動。
代表作『カナヘイの小動物』のキャラクター「ピンクのうさぎ」が最も有名であるため、「カナヘイ」をピンクのうさぎの名前だと勘違いしている人も多い。

## 略歴
- 2002年 - 高校在学中にアニメや漫画キャラクターなどのパロディ画像を携帯電話向け待ち受け画像として配布。既存のキャラクターを個性的な解釈に基づいて展開したイラストは「カナヘイ画」と呼ばれ、学生を中心とした若者の間で全国的なブームとなる[注釈 1]。
- 2003年 - 『seventeen』（集英社）にてプロデビュー。同誌にて6年間連載、イラストブック3冊を刊行。
- 2008年 - 『りぼん』（集英社）にて漫画連載を開始。
- 2012年 - 全世界配信の着せ替えアプリCocoPPa（株式会社ユナイテッド）のアイコン素材を制作[注釈 2]。現在も200万人を超えるフォロワーに壁紙イラストを提供中。
- 2014年 - 2万5千以上のタイトルが競う激戦の「LINEクリエイターズスタンプ」で、「カナヘイ」8タイトルの内、5タイトルがトップをとり、LINEクリエイターズスタンプアワードにて「カナヘイのピスケ&うさぎ」が準グランプリを受賞。カナヘイの小動物シリーズがテレビ東京コミュニケーションズとマスターライセンシーの独占契約を締結、国内外にライセンス展開がスタート。

## 人物
- カナヘイという名前から男性であると思われることが多いが、女性である。
- イベントやサイン会等で人前に出る際にはキリンのマスクを装着している。素顔を出さないのは下記の理由から。（ブログより抜粋）
  - 10代の頃にストーキング・嫌がらせ行為を受け、「素顔や素性が知られることで家族や周囲の人間にまで害が及ぶ恐れがある」と考えたため。
  - 単にあがり症なため。
- 小学生の頃ドラゴンクエスト4コママンガ劇場へ応募していた。
- ウクレレを買いに楽器店に行った際、偶然高木ブーに遭遇し、ウクレレの弾き方を教えてもらったことがある。
- 同級生「カワウソ氏」と結婚している。
- 2007年に長男を出産。2010年に次男を出産。築200年越えの古民家を購入し修理やリフォームをしながら暮らしている。2017年9月三男出産。
- 第一子の妊娠を報告した際に子宮頸癌の前段階（おそらく高度異形成）のため円錐手術した事をブログで報告している。
- デグーを飼っている。
- 叔父は米ILM社でトランスフォーマーやアベンジャーズ等の映画製作に携わるCGアーティスト山口圭二。

## 作品リスト

### 著書
- カナヘイの本（集英社、2005年7月15日）
- カナヘイの本2（集英社、2006年12月15日）
- チィとタケ（集英社、2008年5月23日）
- サラすぱ！（集英社、2008年 - 2010年、全2巻）
- 女の子って。[4]（集英社、『りぼん』2011年10月号 - 2016年4月号、りぼんマスコットコミックス、全4巻）
  1. 2013年3月15日発売[5]、ISBN 978-4-08-867261-8
  2. 2014年2月14日発売[6]、ISBN 978-4-08-867312-7
  3. 2015年2月13日発売[7]、ISBN 978-4-08-867355-4
  4. 2016年6月24日発売[8]、ISBN 978-4-08-867421-6
- カナヘイのイラスト描きかた帳（玄光社、2014年2月6日発売[9]、ISBN 978-4-7683-0496-9）
- カナヘイのゆるっと暮らし（玄光社、2014年6月23日発売[10]、ISBN 978-4-7683-0530-0）
- LINEスタンプ つくり方&売り方手帖（玄光社、2014年9月30日発売[11]、ISBN 978-4-7683-0565-2）
- カナヘイのイラスト春夏秋冬（玄光社、2015年7月29日発売[12]、ISBN 978-4-7683-0641-3）
- ゆるっと成仏[13]（集英社、2016年 - 2020年、全2巻）
  1. 2020年12月24日発売[14][15]、『りぼん』2016年9月号[16]、11月号、2017年2月号 - 3月号、5月号、7月号、12月号、2018年2月号 - 3月号、5月号、7月号、9月号、ISBN 978-4-08-792068-0
    - （タイトルなし）（『りぼん』2017年12月号ふろく「もふもふニャンコポーチ」おまけまんが）
    - 番外編その1（『りぼん』2014年12月号とじこみ別冊スーパーギャグフェスティバル）
    - 番外編その2（『りぼんスペシャル』2015年1月冬の大増刊号）
    - 番外編その3（『りぼんスペシャル マカロン』2015年5月春の大増刊号）
    - おぼん（描きおろし）
    - 僕が私で私が僕で[注釈 3]（描きおろし）
    - カナヘイのとある1日（描きおろし）

  2. 2020年12月24日発売[17][15]、『りぼん』2018年11月号、2019年1月号 - 2月号、5月号、7月号、9月号、11月号、2020年2月号 - 3月号、5月号、7月号、9月号[18]、ISBN 978-4-08-792069-7
    - おばけのみた夢（描きおろし）
    - あとがき（描きおろし）
- the カナヘイ WORKS（2019年7月25日発売[19][20]、ISBN 978-4-420-31085-7）

### 連載
- キャンディコットン『キャラぱふぇコミック』（アスキーメディアワークス）キャラ探し（2009年 - 2013年）
- ママはキリンマスク『s-woman.netモバイル』（集英社）育児エッセイ（2009年）
- 僕らの時間（集英社、『seventeen』2007年 - 2009年）
- チィとタケ（集英社、『seventeen』2005年 - 2007年）
- カワウソ大帝国（集英社、『seventeen』2003年 - 2005年）

### キャラクターデザイン
- きょーふ！ゾンビ猫 - オリジナルキャラクター
- アカギさんとしろまる - 三菱東京UFJ銀行LINEスタンプキャラクターデザイン、イラスト制作
- PassMe!ファミリー - 株式会社JTB×PayPalスマホ専用おでかけ電子チケットサービス「PassMe!」キャラクターデザインとイラストを制作
- 株式会社メディアシークダイエットサポートサービス キャラクターデザイン担当
- おしりにしっぽでおしりっぽ - オリジナルキャラクター
- キャンディコットン - オリジナルキャラクター
- あうん家族 - 四国ガスグループ GAS＋SUN あうんです！ガスと太陽光発電 イメージキャラクター
- イープラス学得キャンペーンキャラクターデザイン（2010年）
- もーに君 - 愛媛県宇和島市の地方祭「うわじま牛鬼まつり」に登場する牛鬼をキャラクター化したデザインを制作（2007年）
- LAFORET原宿 松山スプリングフェアのイメージキャラ&テレビCMなど制作
- 家庭教師のプラス＋E イメージキャラクター&ノベルティグッズ用イラスト制作
- ゆるカワネコ科最強対決グッズ - 埼玉西武ライオンズと阪神タイガースのコラボグッズ（2015年）[21]
- ちみも - キャラクター原案[22]
- カナヘイの小動物 ピスケ&うさぎの小旅行 - 「ピスケ&うさぎ」のスマートフォンゲーム（2023年）[23]

### 企業スタンプ
- 三菱東京UFJ銀行 - キャラクターLINEスタンプ
- Amazon.com - アマゾンポチ×カナヘイコラボLINEスタンプ
- ソフトバンク - 白戸家お父さん×カナヘイコラボLINEスタンプ
- LINE - LINE NEWSマガジン創刊記念コラボLINEスタンプ
- ソフトバンク - 白戸家お父さん×カナヘイコラボLINEスタンプ第二弾
- カカオジャパン - カカオトーク
- エウレカ - カップル向けアプリcouples
- LINE - クリエイターズスタンプ広報キャンペーン起用
- Timers - カップル向けアプリpairy、家族向けアプリFamm
- VCNC Japan - カップル向けアプリBetween
- DeNA - 無料通話アプリcomm

### アプリ
- BBB - きょーふ！ゾンビ猫くるくる回転寿司！
- ユナイテッド - カナヘイアプリシリーズ
  - 体重管理アプリ
  - 通信量チェッカーアプリ
  - サクサクアプリ
  - ミラーアプリ
- LINEポコパン - LINEポコパンコラボ
- ソニー・デジタルエンタテインメント・サービス - カメラアプリPopCamスタンプ制作
- ユナイテッド - アイコン無料きせかえアプリCocoPPa 2000万DL突破記念キャンペーン
- コヨミイ - きせかえカレンダーアプリcoyomee カレンダースキン制作
- クックと魔法のレシピ - おしりっぽコラボ
- ユナイテッド - auスマートパスとCocoPPaクリエイターコラボ企画

### イベント
- 大阪梅田キディランド オフィシャルショップ「カナヘイのおみせ」オープン（2015年）
- LOFT FEWMANY アートバザーイベント「POP BOX」
- LINE LINEQ「わたしに聞いて」機能追加キャンペーン参加
- りぼん（集英社）夏のサイン会ツアー（2013年）
- 渋谷パルコ パネル展 ライブペイント（2005年）
- 津田沼パルコ パネル展 ライブペイント（2005年）
- 名古屋パルコ パネル展 ライブペイント（2005年）
- ラフォーレ原宿・松山キャンペーンキャラクター制作、第二回目個展開催
- ラフォーレ原宿・松山個展開催（2004年）
- 松山・ギャラリー リブ・アート「愛媛出身漫画家原画展」（2011年2月24日 - 3月1日）[24]

### その他
- あにむす！ - テレビ東京のバラエティ番組「あにむす！」内にて「きょーふ！ゾンビ猫」ショートアニメ化
- デイリーヤマザキキャンペーン第二弾（ノベルティグッズ）
- 埼玉西武ライオンズ - ライオンズ プリンセスシリーズ「ゆるカワネコ科最強対決グッズ」イラスト制作
- 株式会社ワコールホールディングス - りぼん（2015年6月号）コラボ閉じ込み漫画「はじめてのブラBOOK」制作
- 集英社児童図書ホームページS-KIDS.LANDイラスト制作
- ミニストップ株式会社・株式会社ココストアキャンペーン（ノベルティグッズ）
- 『おはスタ』 - テレビ東京のバラエティ番組『おはスタ』内にて「女の子って。」（集英社、りぼん）ショートアニメ化
- ミニストップ株式会社・株式会社ココストアキャンペーン第二弾（ノベルティグッズ）
- Forbes - 米経済誌Forbesの取材を受けweb版に記事掲載
- SUNDS dig株式会社 - APPARTMENTイラスト制作
- ヤフー株式会社 - スマホ版Yahoo!検索にてきせかえテーマ配信
- シヤチハタ株式会社 - 年賀状をデコれるスタンプ『デコスタ』デザイン制作（2011年 - 2015年）
- 株式会社シャトレーゼ クリスマスアドベントカレンダーパッケージ制作
- KADOKAWA アスキー・メディアワークス年賀状デザイン制作
- 集英社「こころ美人占い」イラストカット担当（2012年 - 2014年）
- 東武動物公園ウインターイルミネーション広告イラスト制作（2013年）
- ユニ・チャーム株式会社 - 『りぼん』2014年10月号コラボ閉じ込み漫画「はじめて生理book」制作[25]
- 三井住友カード株式会社 - 三井住友VISAカード入会キャンペーン（2014年）
- 株式会社高橋書店 - 5回おったらできあがり!!はじめてのおりがみ（新宮文明）イラスト制作
- デイリーヤマザキキャンペーン（ノベルティグッズ）（2014年）
- 株式会社ユナイテッド - スマホきせかえアプリCocoPPaとキーボードアプリSimejiのコラボ企画イラスト制作
- 株式会社はてな - はてなブログ公式デザインテーマ制作
- 株式会社ザッパラス - カナヘイ監修待画デコメサイトオープン
- イープラスキッズ特集ページイラスト制作
- 愛媛県タルト人コラボグッズ制作
- ミクシィ年賀状制作（2008年 - 2012年）
- ときめきトゥナイト新装版（10巻）巻末エッセイまんが制作（集英社、2012年）
- 株式会社はてな - ニンテンドーDSi「うごくメモ帳」コミュニティサイトうごメモはてな マイルームテーマ制作（2011年）
- ウェブポ（日本郵便）年賀状制作（2010年）
- 集英社『YOU』2010年20号別冊付録『YOU KIDS』育児漫画制作[26]
- 『HIGH SCORE』（津山ちなみ）連載15周年記念スペシャルファンブック『HIGE SCORE』トリビュート企画参加[27]
- 集英社『MORE』7月号育児漫画（2010年）
- ニフティ - デコゲット×サラすぱ！コラボアイテム制作（2010年）
- music.jpフル - きせかえツール制作（2009年）
- Not Only Music 番組オープニング用サンボマスター似顔絵イラスト制作
- seventeen（集英社）企画にて中川翔子へのインタビュー、漫画制作
- バンダイseventeen（集英社）プレゼント用たまごっちデザイン担当
- エフエム愛媛 - ステッカー・待画制作、ラジオ・ライブペイント（2004年）
- 星のカービィ スターアライズ - ゲーム内イラスト提供（2018年）
- 星のドラゴンクエスト - ゲーム内スタンプ提供、「みんなで大決戦！」モガ将軍、モモコのデザイン（2015年）